# Gononema
Genre
Gononema est un genre d'algues brunes. Il appartient à la famille des Chordariaceae.

## Liste d'espèces
Selon AlgaeBase (31 oct. 2012), Catalogue of Life (31 oct. 2012) et World Register of Marine Species (31 oct. 2012) :
- Gononema pectinatum (Skottsberg) Kuckuck & Skottsberg, 1921 (espèce type)
- Gononema ramosum (Skottsberg) Kuckuck & Skottsberg, 1921

Selon NCBI (31 oct. 2012) :
- Gononema pectinatum